# Villatoro (Burgos)
Villatoro es un barrio de Burgos. Antiguamente, fue un municipio independiente.
En 2024, contaba con una población de 1233 habitantes, convirtiéndose en la localidad periférica más poblada. Su término linda con los municipios de Quintanilla-Vivar y Alfoz de Quintanadueñas.
Es atravesado por el Camino del Destierro y el Camino del Cid.
Las primeras fuentes escritas hablan de la existencia del núcleo desde principios del siglo IX, aunque se han encontrado numerosos yacimientos que hablan de la posibilidad de asentamientos pertenecientes al periodo alto medieval.

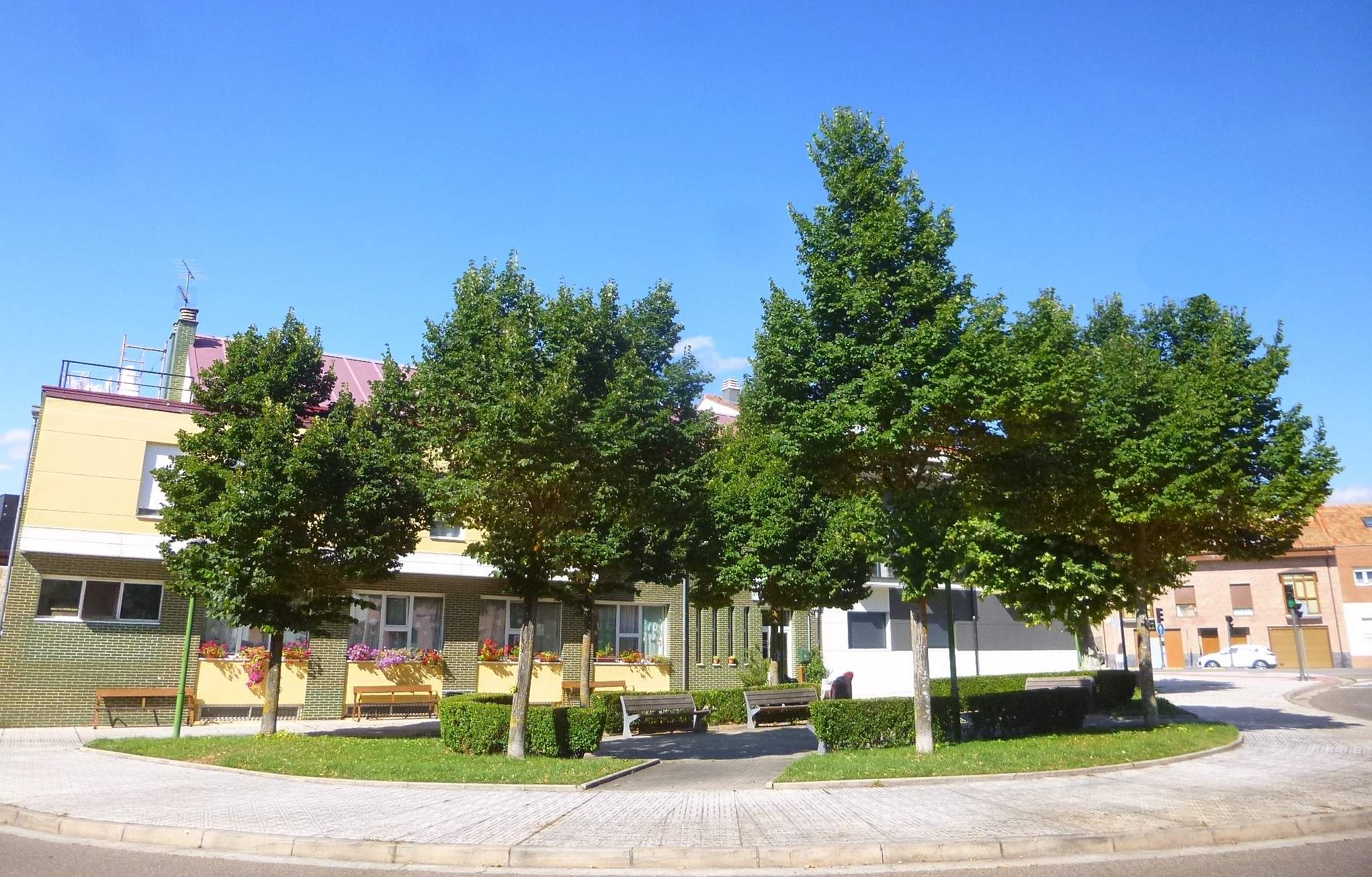
Plaza principal

## Historia
El primer documento histórico en el que aparece Villatoro Data del año 1030 en el 1 de enero.
En ese día el sacerdote don Sancho y su hermana Ignacia ofrecen una viña a San Pedro de Cardeña.  por otra parte se sabe que Villatoro surge en una repoblación que se hace al saltar del rio Ubierna al Arlanzón en el año 880.
Como tal es el barrio más antiguo de la ciudad de Burgos y tiene en su nombre corte aldeana a pesar de ser y estar desde el primer momento participando de la historia de Burgos como ciudad.
Según un documento del siglo XI  las viñas que gozaban de mayor renombre y prestigio eran las que existían en Las calzadas, Villimar y Villatoro.  cabe destacar  que en todos los documentos encontrados Villatoro aparece como barrio sin saber la fecha exacta de su nombramiento como tal.
También se sabe que los nombres por los que pasó fueron: VILLAGOTORUN, VILLADJUNTORIUN, VILLAOTERO Y VILLAABTORO. Por lo que el nombre Villatoro proviene de GOTORUN o villa de Godos.
De tal nombre proviene su escudo cuyas armas son escudo en oro grupo de casas solariegas con tejado en gules  gordo con casco alado en plata así como pelo y barbas en oro más claro que el escudo.
La historia del barrio no se podría entender sin la historia del convento anexo al mismo. Convento de Fresdelval hoy en día en ruinas pero que tuvo una gran relevancia siglos atrás. En la actualidad  está en restauración con la esperanza de que algún día podamos preservar el gran patrimonio cultural que atesora.
Tras una serie de milagros como una curación de ceguera o la resurrección de doña Elvira de Sandoval vecina de Burgos la devoción por la Virgen de Fresdelval localizada en el valle con su mismo nombre creció exponencialmente durante el reinado de Alfonso XI.
El propietario de dichas tierras en aquel valle don Pedro Roiz  era el Adelantado Mayor de Castilla tras morir Pedro Roiz su hijo don Gómez Manrique hereda su devoción.
Se casó con  Sancha de Rojas,  e hizo construir al lado de la ermita una casa palacio la cual aún preside el actual convento.  Tras Gómez Manrique ir a la guerra y recibir un ballestazo  se encomendó a la Virgen de Fresdelval y dicha flecha no le hizo nada. tras este milagro que mandó edificar un convento de la Orden Jerónima al lado de la casa palacio ya construida. es mucha la historia que hay alrededor del convento y del barrio de Villatoro tanta que sería imposible narrar toda en esta página.
Más recientemente,  el convento iba a hospedar hasta la muerte al emperador Carlos I ya retirado pero los problemas de gota le impidieron venir al norte ya que tenía un clima menos propicio para su enfermedad así pues decidió morir en otro convento Jerónimo pero en Cáceres.  el convento también tuvo relevancia durante la Guerra de Independencia Española. Tras la dura desamortización de Mendizábal el convento pasó a quedarse en ruinas y desprotegido hasta que en la época franquista varios vecinos del barrio comenzaron a vivir ahí cuidando el patrimonio de los dueños. Hoy en día convento forma parte de una propiedad privada qué incluye las tierras alrededor del mismo en posesión de tres hermanos.
En la primavera de 1750 y hasta finales de 1754 tiene lugar la realización del Catastro de Ensenada en el cual se reflejan las propiedades ventas derechos cargas de los ciudadanos.
en la ciudad de Burgos tiene lugar en abril de 1751 y como en el resto de los entonces barrios villagonzalo, villímar, cortes, Las huelgas, el Hospital del Rey y Villatoro aparecen desde el primero hasta el último de sus bienes, labores, número de hijos etcétera.
El día 6 de abril del mismo año Espinardo, el intendente encargado de la realización del catastro, recibe por la tarde a los procuradores de los barrios burgaleses. Por Villatoro va Francisco Villalaín, se le entrega el bando por el cual deben entregar el memoria de la relación de billetes así con la mencionada fecha existen en Villatoro:
862 ovejas churras de 30 propietarios, 4 yeguas de dos propietarios, una vaca de un propietario, cuatro bueyes de dos propietarios, 7 colmenas de dos propietarios.
Ahora nos situamos en 1894 para ofrecer algunos datos y ver como eran entonces,  el barrio estaba formado por nueve calles,  calle El Prado en la que vivían dos familias calle Burgos en la que vivía en 15 familias que ayer Parral en la que vivían 18 familias calle Mayor en la que vivían 41 familias calle El Rodeo en la que vivían dos familias calle Las Eras más que vivían cinco familias calle barrezuelo en la que vivían 15 familias calle la ermita la que vivía en 7 familias y calle Fresdelvall en la que vivían cuatro familias.
Sumando entre todos 109 familias que totalizaban 532 habitantes de los cuales 220 eran casados 32 viudos y 279 solteros.  el movimiento demográfico de ese año nos ofrece los siguientes datos 28 nacidos 15 varones y 13 hembras 5 casados y 15 fallecidos 7 adultos y 8 niños.
El siguiente hecho relevante será el boom inmobiliario Dónde se pasó de ser un pueblo de varias casas a un barrio mas de Burgos lleno de construcciones como chalets o pisos.  Pasando de ser un entorno rural a un entorno de periferia aunque con grandes matices rurales  podríamos decir que es un híbrido entre la periferia y el campo, un lugar de calma donde la calidad de vida es mucho mayor a la del estresante centro.
En 1990 se funda la Sociedad Recreativa BADEVILL,  teniendo hasta nuestros días una relevancia grandísima en la vida del barrio. sociedad que trata de unir a los vecinos y mantener el patrimonio e historia del mismo.
Así pues la construcción de la ampliación del polígono de Villalonquéjar llega hasta nuestros días a las puertas del barrio trayendo grandes inversiones al Ayuntamiento de Burgos pero grandes problemas a los habitantes de  Villatoro, siendo el nombre de este Villalonquejar aunque de las tierras expropiadas para las ampliaciones del suelo industrial son casi en su totalidad término de Villatoro. Las autoridades no han visto conveniente el llamar a ninguna de esas ampliaciones con el nombre de Villatoro.

## Geografía

### Ubicación
Se trata del barrio más septentrional de la ciudad, situado 4 km al norte del centro histórico de Burgos, cerca del Monasterio de Fresdelval y junto al polígono industrial de Villalonquéjar.

### Relieve
Combina planicies con frecuentes pero pequeños montículos.

### Hidrografía
Villatoro pertenece al valle del río Ubierna, al cual aporta caudal a través de algunos arroyos.
El principal arroyo es el Arroyo de Villatoro, el cual nace cerca del Monasterio de Fresdelval, cruzando la localidad de este a oeste diagonalmente. Desemboca en el río Ubierna al sureste de Quintanadueñas.

## Clima
Posee un clima mediterráneo continentalizado.
Es muy similar al del valle del Arlanzón a su paso por Burgos, con la diferencia de que, al encontrarse algo al norte, en el ya Valle del Ubierna, el clima es algo más húmedo, y con menos viento, ya que se encuentra protegido por diversos montes.

## Cultura
Fiestas populares actuales:
Los Pinos: Esta fiesta celebra el aniversario de la sociedad de vecinos, se celebra con carácter anual. En ella todos los vecinos se desplazan por un día entero al pinar del barrio. Ahí celebran una misa con proclamación de las nuevas reinas del barrio. También se lee un discurso en frente de las autoridades locales del ayuntamiento con la denuncia de las carencias que el barrio tiene frente a la ciudad. Pero lo más importante es la comida donde se celebra una paella de grandes dimensiones para dar de comer gratuitamente a cualquiera que se acerque dicho día al pinar. Después de la comida comunal hay juegos populares y mucha diversión.

Las fiestas de la Merced: Las fiestas patronales del barrio, con los años y ante la reducción de subvenciones y más requisitos para los organizadores del barrio por parte del ayuntamiento y concejal Antón a cargo de los populares burgaleses estas fiestas han ido a menos. Teniendo que suprimir este último año la tradicional verbena y otras cuestiones.

El barrio de Villatoro cuenta con una serie de fiestas y tradiciones muy extensas desde varios siglos atrás,  algunas ya se han perdido y otras perviven en nuestros tiempos nuevas tradiciones han ocultado algunas viejas estas son algunas de las tradiciones que antes existían y ahora están en desuso o no se realizan:

La Maya: Su origen está en la Guerra de la Independencia que a nuestros días hemos conseguido seguir la tradición de celebrar la maya ya que la tradición de Villatoro en exclusividad.  consiste en juntarse los jóvenes del barrio y colectar casa por casa huevos, chorizo y dinero al son de la vieja canción y con todo esto se celebra una merienda en grupo de una pequeña fiesta con los vecinos del barrio.
La hoguera: La hoguera era la representación de la marcha del viejo año y la entrada del nuevo antiguamente se quemaban escoba sillas y viejos trastos se quemaban ruedas y lo que la gente aportará para tal fin lo que no podía variar era el lugar la era de la iglesia.  una segunda parte de esta fiesta se perdió más que nada por su peligrosidad, consistía en agujerear una lata y atarla unos alambres en la misma se prendía paja y leña para luego hacerla girar hasta lanzarla por los aires cosas que resultaba peligrosa pero era toda una hazaña.

### Personajes ilustres
- Cristina Gutiérrez, piloto, ha participado en pruebas como el París-Dakar.

- Martin Pineda, pintor.

- Rafael Pedrosa, torero.

## Transportes

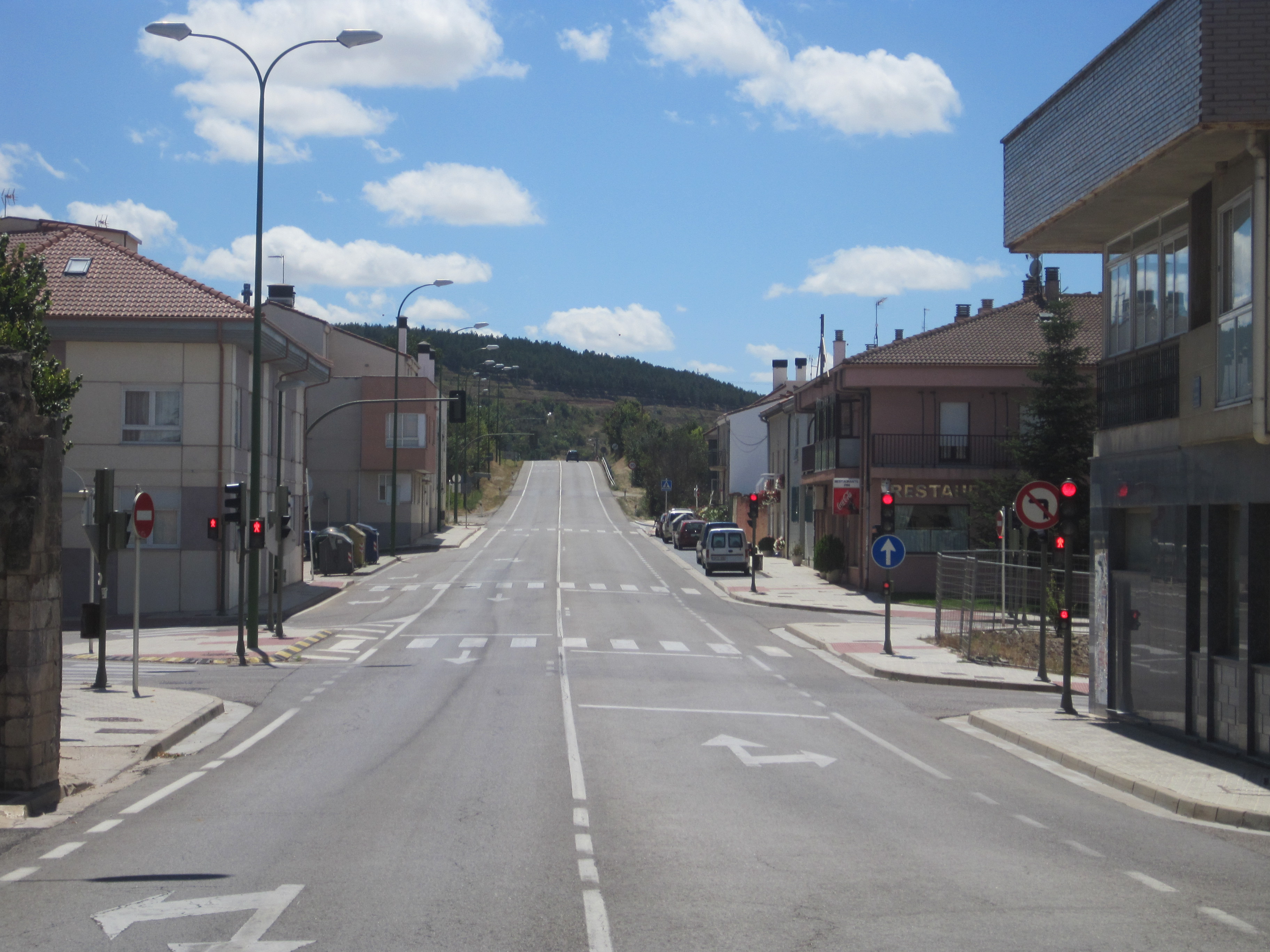
Travesía que forma la a su paso por la localidad, de sur a norte.

### Carretera
El barrio es atravesado por la  N-623  Burgos-Santander. Su trazado es parte del antiguo camino que unía la ciudad de Burgos con Laredo, y por tanto, en la actualidad, con Cantabria.
En 2009, fue inaugurada la variante, sacando parte del tráfico pesado fuera del barrio, y disminuyendo la circulación a lo largo de la travesía.
Obras en curso
Hace algún tiempo se ha terminado la obra de la circunvalación BU-30, con lo que el barrio tiene acceso completo a dicha circunvalación a la ciudad a poco más de 300 metros del núcleo urbano del barrio.
En 2012, también se encuentra en obras la autovía Burgos - Aguilar de Campoo, conocida como  A-73  que unirá el norte de la localidad con la localidad palentina, para ofrecer una comunicación rápida con Cantabria. Actualmente (noviembre de 2015) sólo se encuentra realizado y abierto a la circulación el tramo Villatoro - Quintanaortuño.

### Autobús urbano

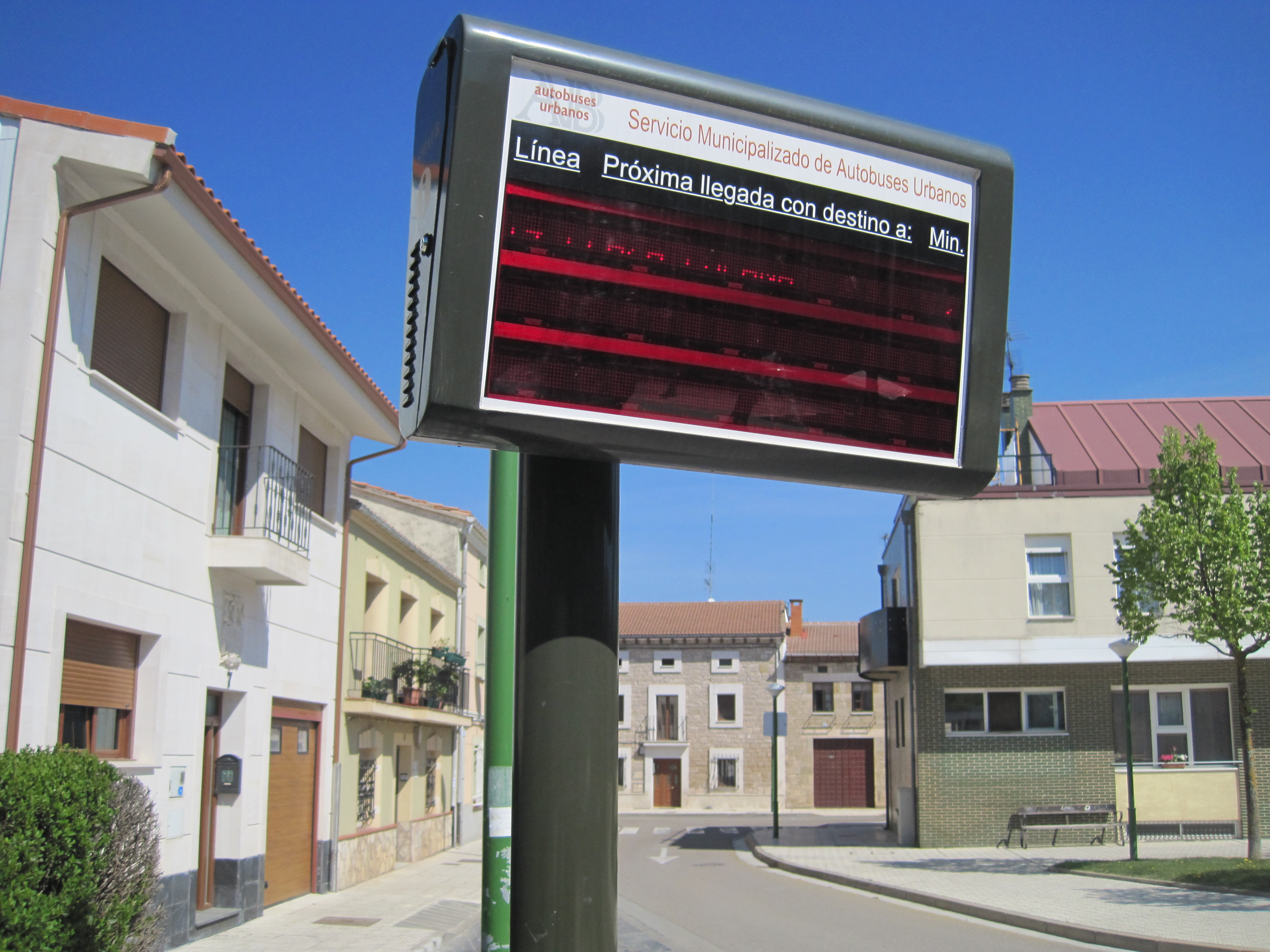
Parada final de la línea 14, situada en el centro del barrio.

El barrio es extremo de la línea 14 del servicio de autobús urbano, conectando el barrio con la ciudad con frecuencias diarias de 40 minutos, cifra que se vé reducida ligeramente los fines de semana.
La parada se encuentra en la zona central de la localidad, cercana a la carretera nacional. Existe una marquesina y letrero electrónico.
La línea posee una ocupación media dentro del conjunto del servicio municipal, gracias en parte al dar cobertura a un centro comercial de la ciudad y al Hospital Provincial.
En un futuro, se espera que se desligue el Hospital de la línea, y que se realice una parada más en el barrio, en la zona oeste.

### Autobús interubano
La compañía ALSA ofrece las siguientes rutas, con parada en sentido ida y vuelta en la localidad:
- Burgos-Medina de Pomar. Ofrece cuatro frecuencias diarias por sentido, uniendo Villatoro con las siguientes localidades y municipios: Vivar del Cid, Sotopalacios, Villaverde Peñahorada, Peñahorada, Hontomín, Cernégula, Villalta, Pesadas, Dobro, Valdenoceda, Incinillas, Villalaín, Villarcayo de Merindad de Castilla la Vieja y Medina de Pomar.

## Demografía
En 2023 tenía una población de 1252 habitantes, según el INE.

## Lugares de interés
En sus proximidades se hallan las ruinas del Real monasterio de Nuestra Señora de Fresdelval.

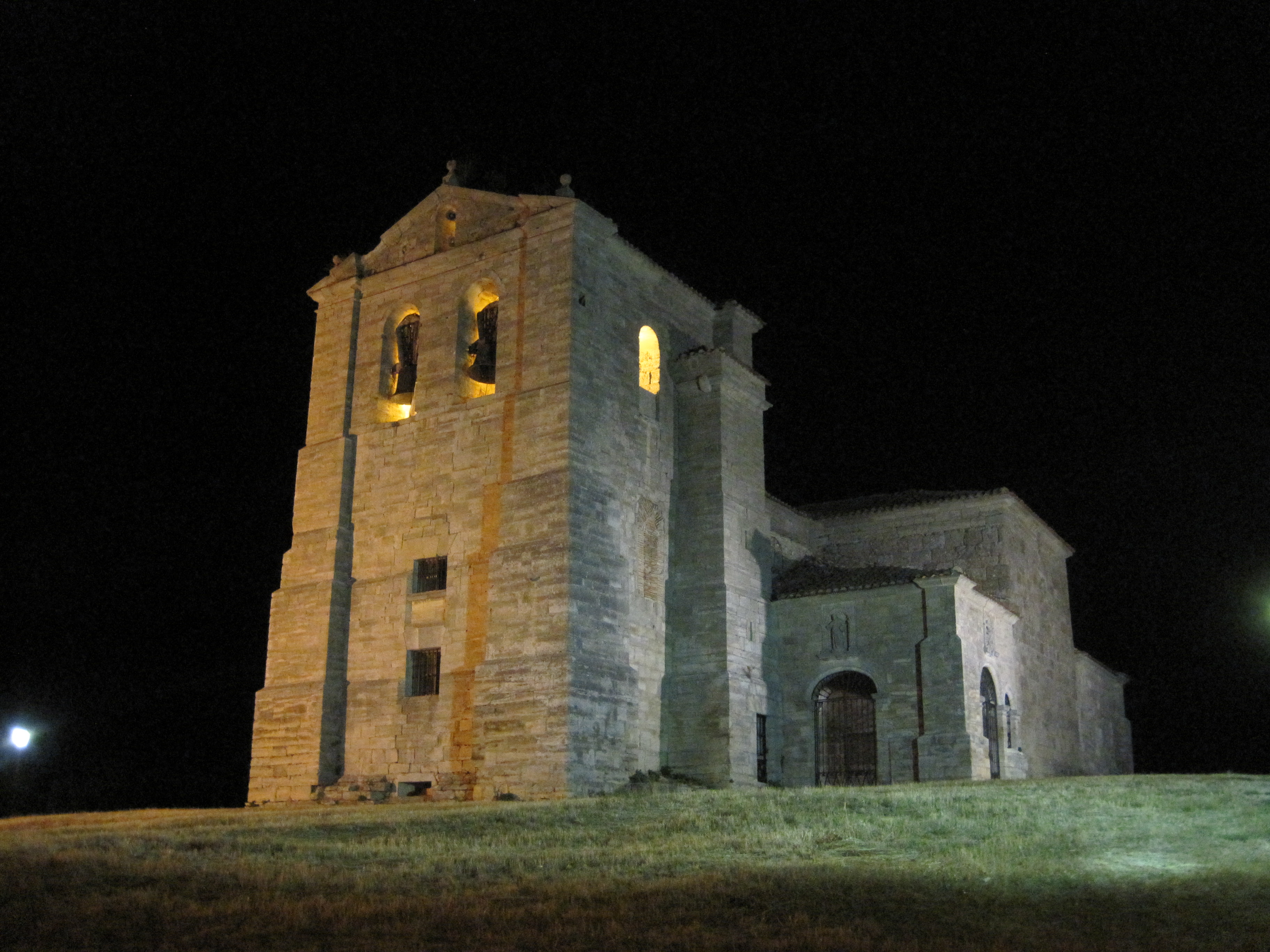
Vista nocturna de la Iglesia de San Salvador, situada en la colina más elevada de la localidad.

### Iglesia de El Salvador
La iglesia de El Salvador se encuentra situada en la zona este del barrio, en lo alto de una colina. Tiene unos 300 años y es la parroquia de San Salvador. En ella se encuentra la imagen de la Virgen de Fresdelval.
Su nave es de planta de cruz latina, con una pequeña sacristía adosada. Posee coro de reja, además de pila bautismal.
Fue saqueada en tiempos de la desamortización, cuando se perdió el retablo central. Todavía se conservan dos retablos laterales, además de algún cuadro del siglo XVIII.
El campanario es amplio y se accede a través de una escalera lateral de caracol. Las campanas se encuentran en buen estado y son volteadas todos los domingos y festivos.
En mayo de 2019 terminaron las labores de restauración y, para celebrarlo, el obispo Fidel Herráez presidió una misa.

### Crucero
Enfrente de la Iglesia, se encuentra un sencillo crucero en piedra, que data del año 1677.

### Ermita
Situada en la zona centro de la localidad. Su construcción es posterior a la de la iglesia.
Dentro se encuentra la Virgen del Adelantado, una figura esculpida por el artista Gil de Siloé, a partir de una pieza entera de piedra, del que se desconoce la persona que lo encargó.

### Antigua escuela
Se trata de un edificio de 2 plantas más bajo y de construcción en piedra que data del siglo XIX, y que sirvió como escuela en la antigüedad. Actualmente está gestionado por el Instituto Municipal de Cultura del Exclamo. Ayuntamiento de Burgos para dar servicio a los vecinos del barrio.

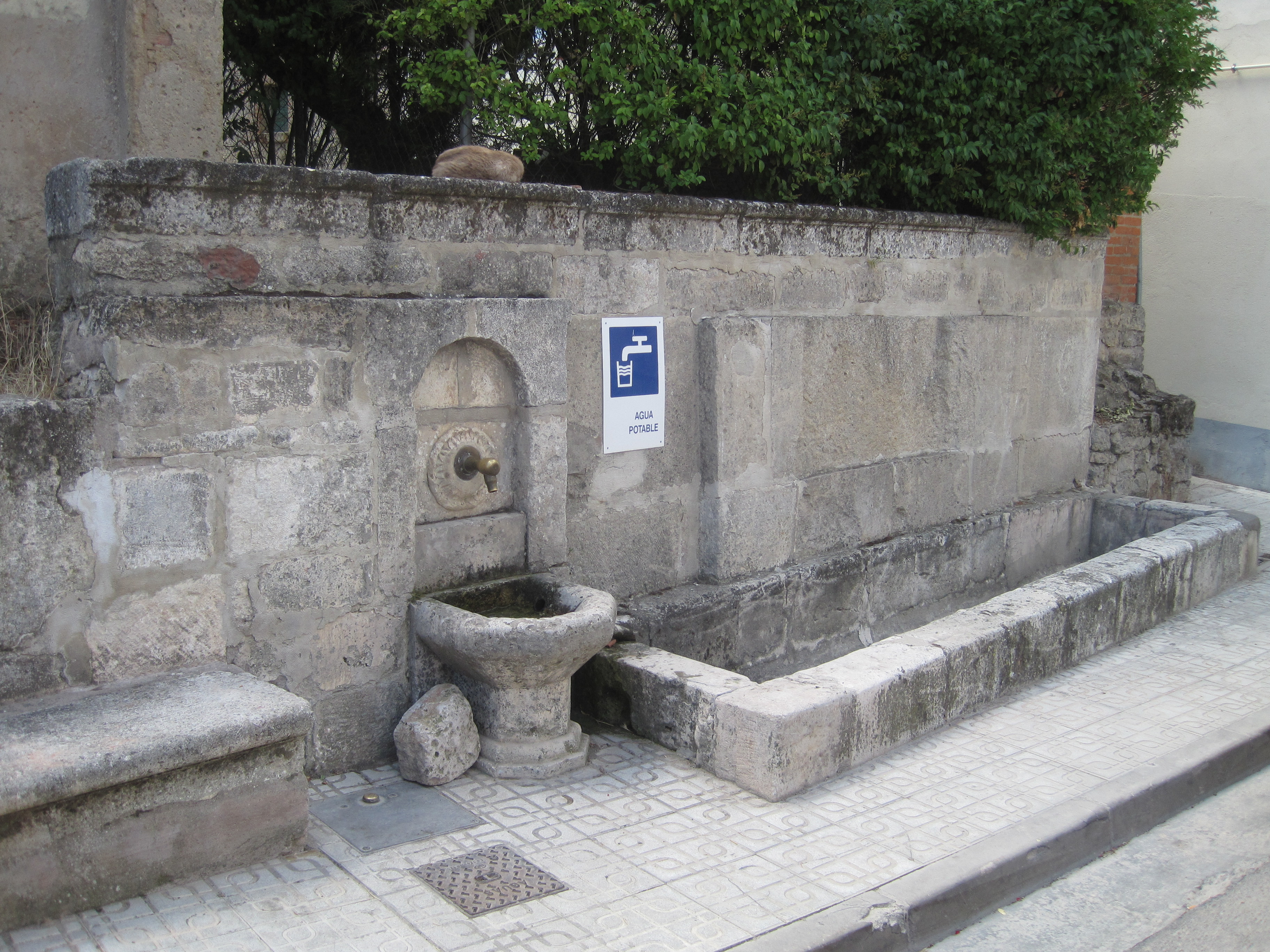
Pilón tradicional, usado antiguamente como lavadero.

### Pilón
Existe una fuente, en la cual se extiende un pilón en el cual los pobladores solían lavar la ropa. Se encuentra situado en la zona este de la localidad.

### Trama urbana
Se conserva un buen número de edificios de los siglos XVIII y XIX, la mayoría casonas sencillas pero amplias y de buena cantera.

### Rotonda del dinosaurio
Emplazada en la variante, se encuentra una figura a tamaño real de un dinosaurio, que hace referencia al patrimonio arqueológico del municipio de la misma provincia de Salas de los Infantes.

### Monumentos desaparecidos
Torre del reloj
Existía una torre de altura con un gran reloj. Hace años se barajó la posibilidad de una reconstrucción.
Palacio
Estaba situado en la zona oeste de la localidad. Seguramente fue en este palacio donde residió el duque de Wellington durante el asedio de Burgos en 1812.

## Urbanismo
El barrio se caracteriza por tener la típica estructura de pequeña localidad castellana. La trama urbana se organiza en torno a una serie de calles estrechas, con las edificaciones colindantes unas con otras.
A principios de los años 90, se construyeron las primeras edificaciones modernas residenciales. Abundan los chalets unifamiliares, los pareados, y las urbanizaciones conjuntas.
Actualmente (noviembre de 2015) existe en el barrio un grave problema en algunas viviendas, siendo más afectadas las que componen el núcleo urbano más antiguo del barrio (aunque también hay viviendas con menos de 30 años con este problema), y que según los estudios encargados por el Exclamo. Ayuntamiento de Burgos a entidades competentes (Instituto Geológico Minero de España, entre otros) está ocasionando problemas de cimentaciones debido a las Aguas Freáticas en algunas viviendas (3 de ellas han tenido que ser demolidas a fecha actual). En la actualidad, se está buscando una solución a estos problemas desde el Exclamo. Ayuntamiento de Burgos, el Consejo de Barrio y los propios afectados, tratando de que Confederación Hidrográfica del Duero tome parte en la búsqueda activa de una solución definitiva a este problema.
En el año 2010, se redeacó el nuevo PGOU de Burgos. Éste supone ordenar el área de la localidad, con la previsión de la construcción de nuevos edificios residenciales, limitados en altura.

## Próximas actuaciones
Caja de Burgos se comprometió el 24 de junio de 2004, como parte del Consorcio para la ampliación del Polígono Industrial de Villalonquejar IV, a realizar un edificio multiusos "para dar cabida en él a diferentes usos para la utilización por los vecinos del barrio", a cambio de los perjuicios que la ampliación del Polígono Industrial Villalonquejar IV ocasionaría a los vecinos.
Asimismo, dicho Consorcio (presidido por el Sr. Alcalde de Burgos en ese momento D.Juan Carlos Aparicio Pérez) adquirió el compromiso de unir mediante acera y carril bici el núcleo urbano del barrio de Villatoro con el del resto del núcleo urbano de la ciudad de Burgos, "según consta en el documento del Plan Parcial aprobado inicialmente".
Actualmente (mayo de 2019) dicho acuerdo no se ha cumplido y, después de notificarlo a la Fundación Caja de Burgos, a La Caixa (entidad que "absorbió" a Caja Burgos), a todos los grupos con representación en el Exclamo. Ayuntamiento de Burgos (en julio de 2015) el Consejo de Barrio de Villatoro ha elevado una queja al Procurador del Común, admitida a trámite con n.º de expediente 20153709

## Sanidad
El barrio cuenta con un consultorio médico que abre por las mañanas, de lunes a viernes, ofreciendo servicios de enfermería y consulta médica. Se encuentra situado en el antiguo edificio de la Escuela, colindante con la N-623.

## Naturaleza
La localidad se encuentra prácticamente rodeada de tierras de labranza, en la que destaca principalmente el cultivo del trigo.
Bosques
Villatoro posee la mayor superficie forestal del término municipal de Burgos. Durante los últimos años se han realizado numerosas plantaciones de especies, por compensación de obras cercanas como el desvío ferroviario o la cuarta fase del polígono industrial de Villalonquéjar.
El árbol más común es el pino, el cual conforma la mayoría de la masa forestal de los montes de la localidad, aunque no es el más propicio para la zona en detrimento del sotobosque, ya que su hoja al caer favorece la acidificacion del suelo. Es más recomendable haber plantado árboles autóctonos.

### Parque lineal de El Prado
En el año 2011, se produjo la reforestación de El Prado, una superficie situada en la zona este de la localidad, que discurre paralela al arroyo a lo largo de un kilómetro. Sirve de transición entre el casco urbano y el bosque de medio monte.

## Equipamientos culturales y de ocio

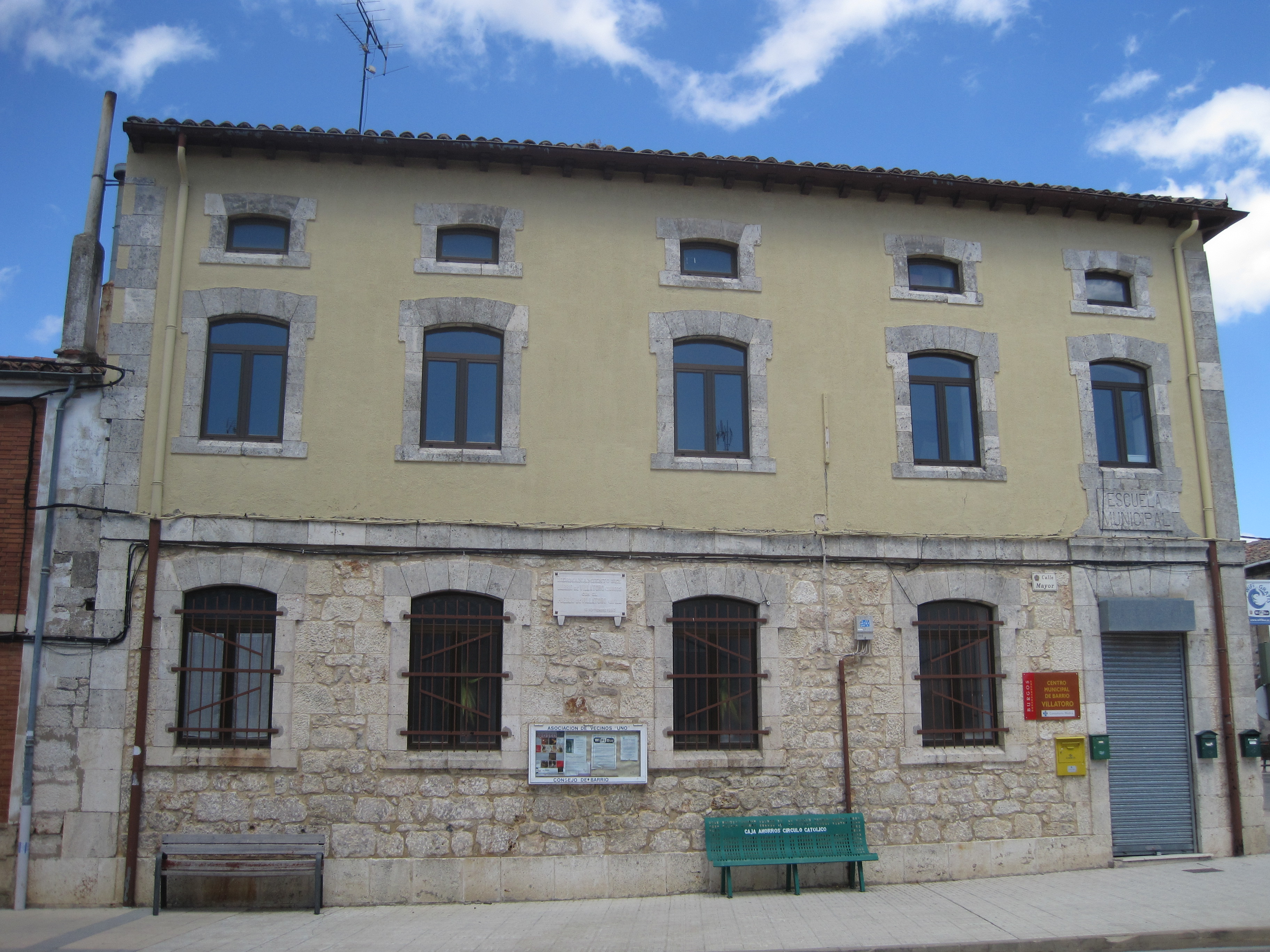
Fachada frontal del Centro Cultural. Alberga también el centro sanitario, y dispone de cobertura wifi gratuita.

En Villatoro se dispone de las siguientes instalaciones:
- Campo de fútbol hierba y de futbito, campo de hierba reformado pero en el cual los vecinos no pueden jugar ya que esta vallado y es el consistorio quien decide quien entra pagando (junio de 2019).
- Tres parques recientemente renovados de temática infantil (uno de ellos con un nulo mantenimiento y en mal estado).
- Taberna La Leo
- Una tienda de alimentación. Dulcycor
- El Centro cultural.[4]

El barrio se encuentra situado a tan solo 1,5 km del centro comercial El Mirador.
Futuros proyectos
En 2014, se iniciarán las obras de un recinto comercial de 70.000 m², que acogerá empresas de diversos sectores, desde el bricolaje hasta la restauración y la alimentación. La inversión rozará los 65 millones de euros. Actualmente se encuentra parado dicho proyecto, si bien es cierto que se han empezado los movimientos de tierra para otro parque comercial entre el barrio y el centro comercial el Mirador, que también contará con alguna gran superficie dedicada al bricolaje, además de otros locales. (julio 2017).
Actualmente solo opera la empresa Bricomart